# Technomyrmex kohli
Technomyrmex kohli är en myrart som först beskrevs av Auguste-Henri Forel 1916.  Technomyrmex kohli ingår i släktet Technomyrmex och familjen myror. Inga underarter finns listade i Catalogue of Life.